# Argyrotheca cuneata
Argyrotheca cuneata är en armfotingsart som först beskrevs av Risso 1826.  Argyrotheca cuneata ingår i släktet Argyrotheca och familjen Megathyrididae. Inga underarter finns listade i Catalogue of Life.

## Bildgalleri

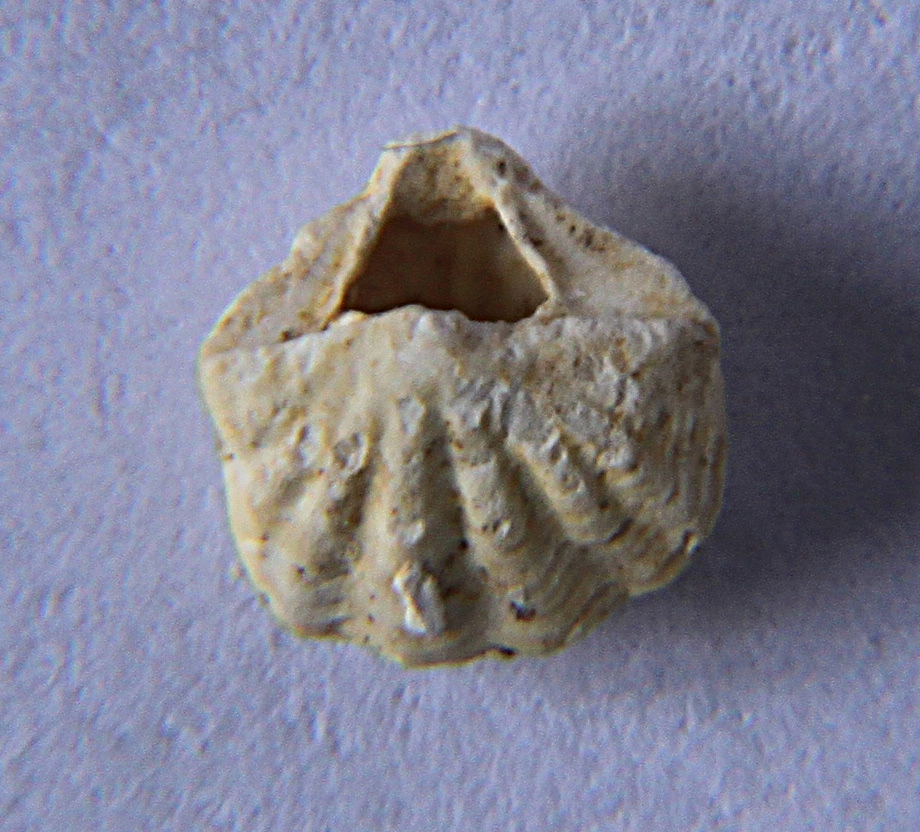
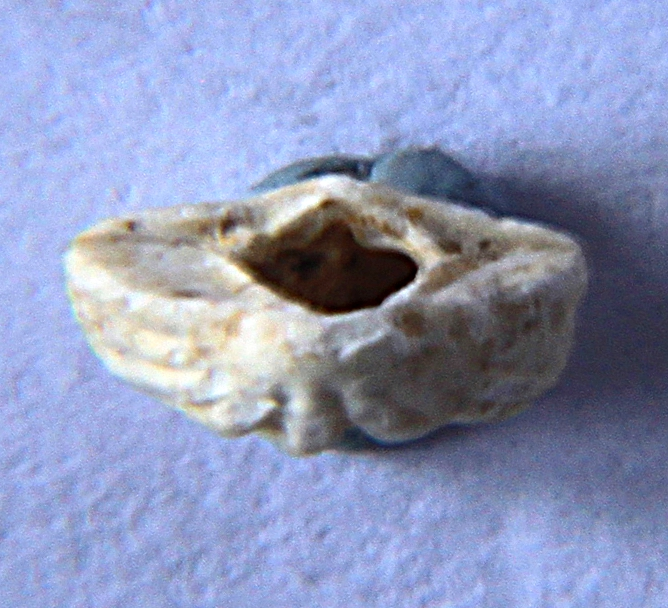
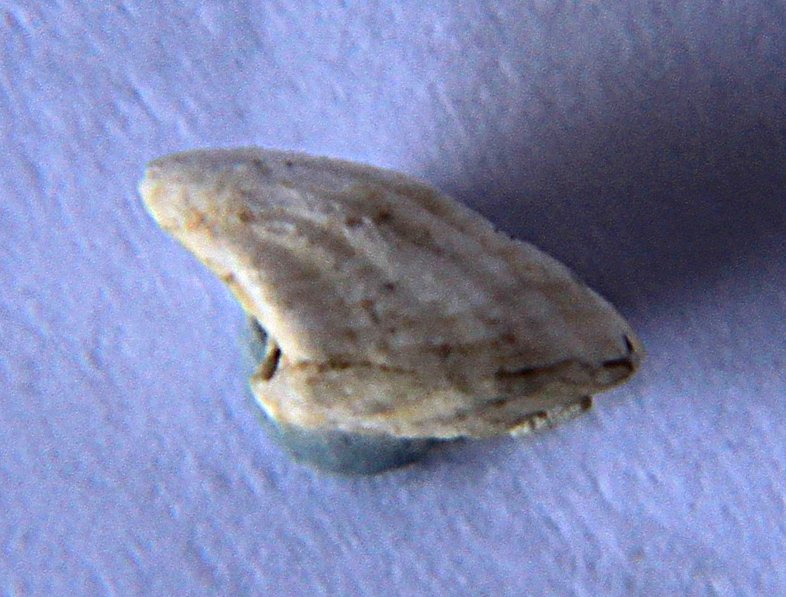
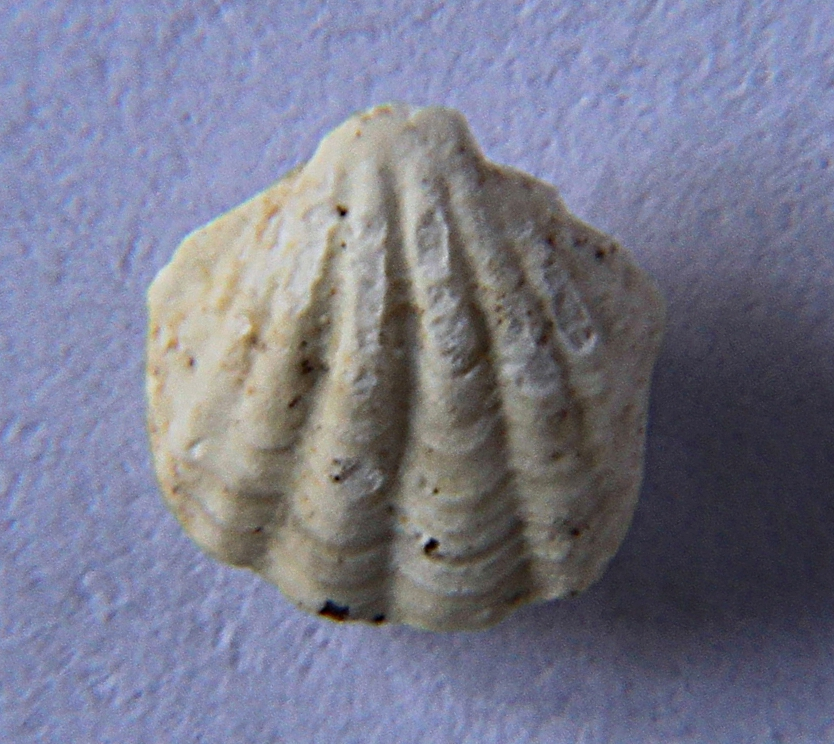